# Christian Erbach
Christian Erbach (vers 1570 - 14 juin 1635) est un organiste et compositeur allemand.
Christian Erbach est né à Gau-Algesheim, ville situé près de Bingen am Rhein en Rhénanie-Palatinat. Il a commencé à étudier la composition musicale très jeune. Mis à part le lieu de sa naissance et le fait qu'il ait étudié l'art de la composition musicale, les détails de sa jeunesse sont inconnus. 
Pendant la majeure partie de sa vie, il a occupé le poste d'assistant ou d'organiste en chef pour la ville d'Augsbourg. On peut penser que c'était un compositeur de notoriété de son vivant car de nombreux élèves, tant  protestants que catholiques romains, étaient attirés par son enseignement. L'influence exercée sur sa musique  était principalement vénitienne malgré celle, évidente, de Hans Leo Hassler dans ses œuvres pour clavier. Les pièces les plus populaires d'Erbach incluent In ihren grossen Nöthen (1609) et Madrigal Tirsi morir. Christian Erbach est décédé à Augsbourg.
En dehors du domaine de la musique instrumentale, il a également écrit des œuvres pour accompagner la liturgie et les grandes fêtes religieuses. Il était considéré comme expert en matière d'orgues et a donc été consulté lors de la construction de plusieurs instruments du XVIIe siècle. 